# Pont sobre el riu d'Escart
El Pont sobre el riu d'Escart és una obra de la Guingueta d'Àneu (Pallars Sobirà) inclosa a l'Inventari del Patrimoni Arquitectònic de Catalunya.

## Descripció
Pont sobre el riu d'Escart, d'arc de mig punt construït amb un aparell irregular de lloses pissarroses.Era de pedra, pla i sense baranes, mig caigudes. Es troba en un antic camí al molí de sota el poble i que comunicava aquest amb la muntanya. Actualment un Pont Nou, de la carretera de bosc, ha deixat aquest fora d'ús.
Passa per sobre de la riera d'Escart, afluent per la dreta de la Noguera Pallaresa.

## Història
Formava part de l'antic camí de ferradura, encara visible, que pel Tossal Negre comunicava amb la veïna Vall d'Assua, amb Baiasca i amb Espot.